# Volkswagen Talagon
Volkswagen Talagon — повнорозмірний позашляховик-кросовер із трирядними сидіннями, що випускається німецьким автовиробником Volkswagen через спільне підприємство FAW-Volkswagen у Китаї з 2021 року. Найбільша модель SUV, вироблена компанією, а також другий за величиною автомобіль на платформі MQB після мінівена Viloran.

## Огляд
Talagon був представлений у майже серійному концептуальному автомобілі під назвою SMV (Sport Multi-Purpose Vehicle) у квітні 2019 року. Серійну версію було представлено на Auto Shanghai у квітні 2021 року. Автомобіль базується на модульній платформі MQB у найбільш розтягнутій конфігурації. Розглядається як модель-сестра Teramont/Atlas, вона трохи більша приблизно на 110 мм (4,3 дюйма) за довжиною і 12 мм (0,5 дюйма) по ширині.

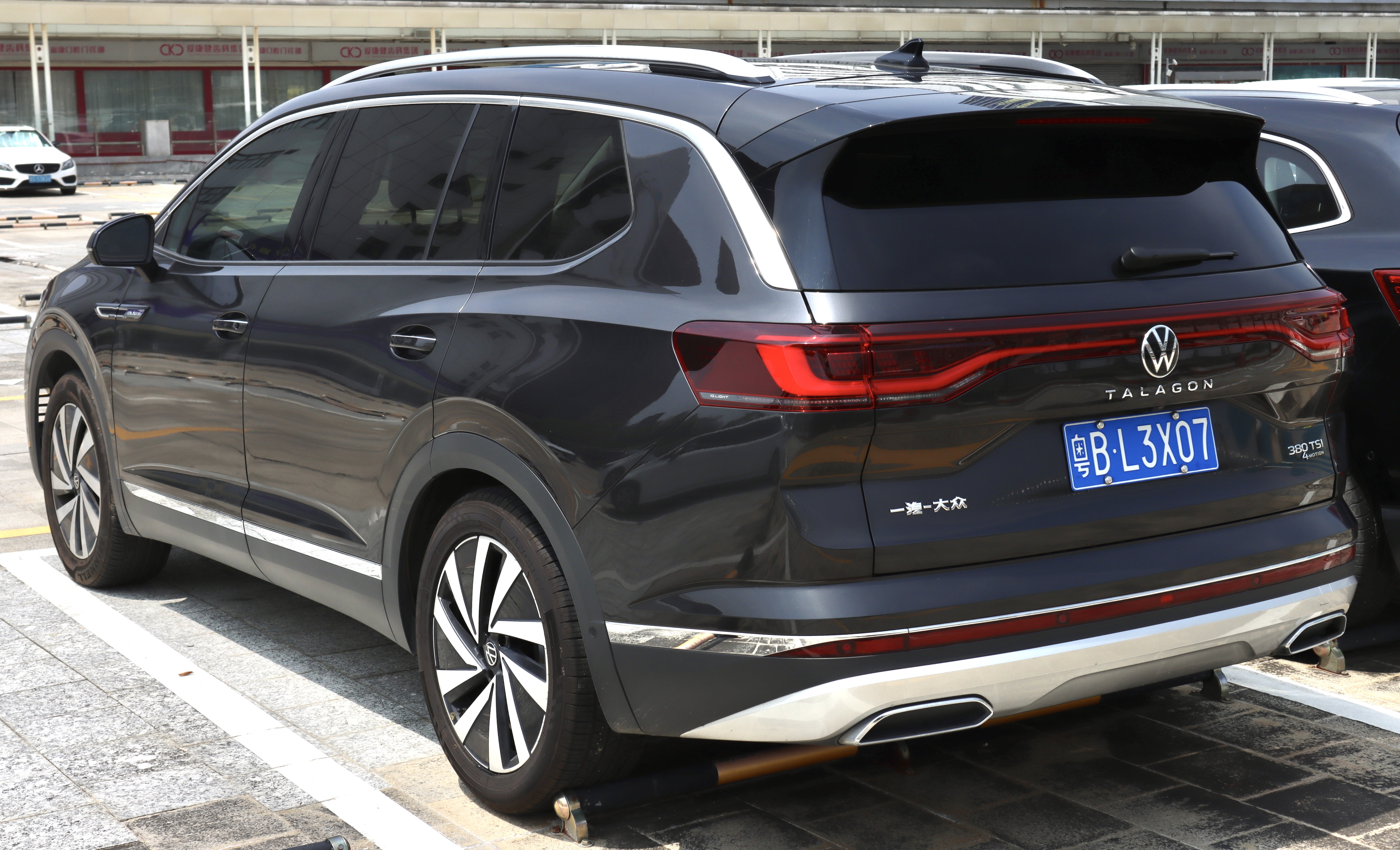
Вид ззаду
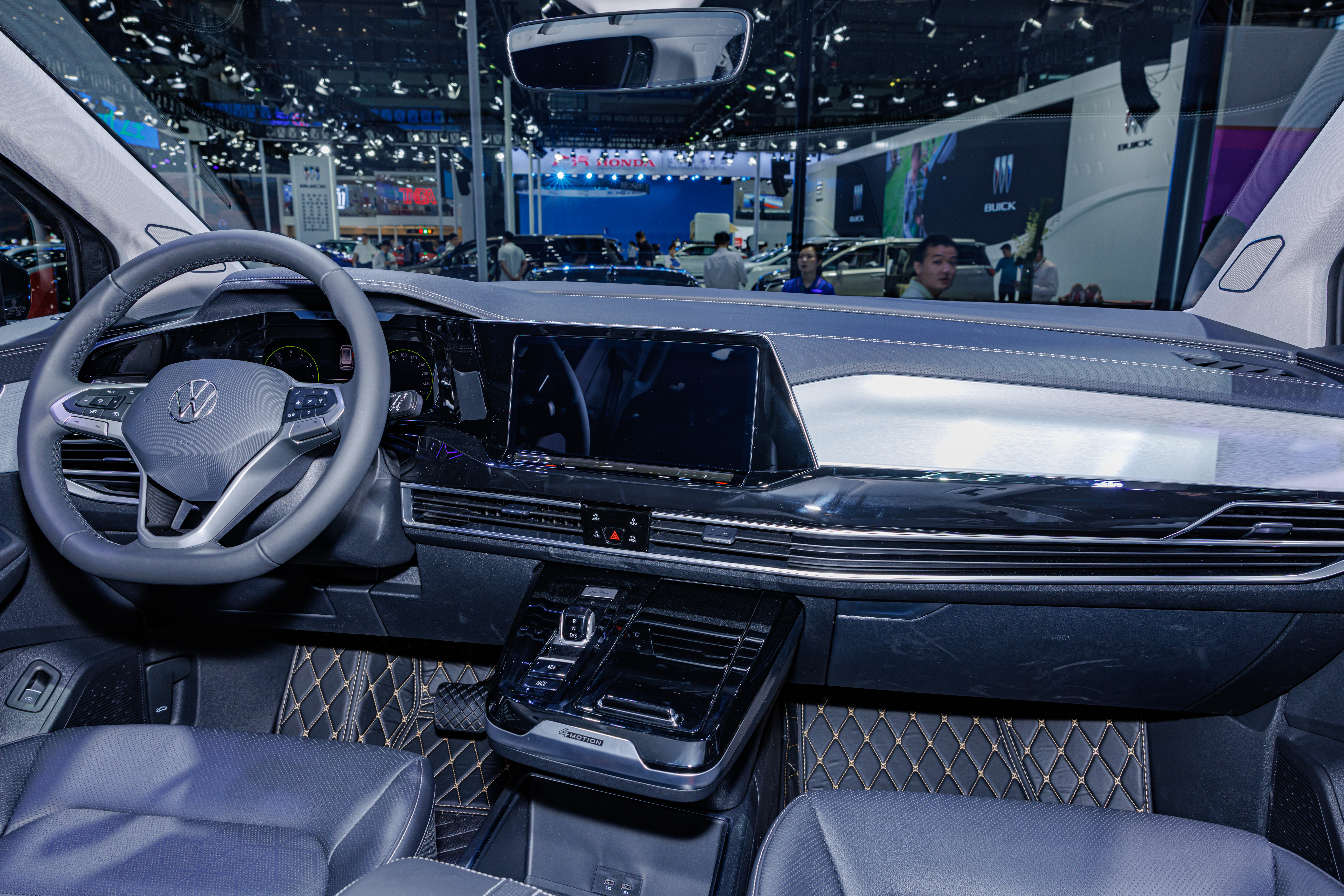
Інтер‘єр

### Силовий агрегат
Конфігурація двигуна взята від Teramont, яка включає 2,0-літровий двигун з турбонаддувом, який може виробляти 186 PS (183 к.с.; 137 кВт) і 220 PS (217 к.с.; 162 кВт), які позначені «330 TSI» і «380 TSI» відповідно. Також пропонується 2,5-літровий двигун VR6, позначений як «530 V6». Всі комплектації працюють в парі з мокрою 7-ступінчастою коробкою передач DSG.
| Бензинові двигуни | Бензинові двигуни           | Бензинові двигуни | Бензинові двигуни           | Бензинові двигуни      | Бензинові двигуни |
| Модель            | Об‘єм                       | Серія             | Потужність                  | Крутний момент         | Трансміссія       |
| ----------------- | --------------------------- | ----------------- | --------------------------- | ---------------------- | ----------------- |
| 2.0 '330 TSI '    | 1 984 см3 (121,1 дюйм3) І4  | EA888 (DPL)       | 186 PS (183 к. с.; 137 кВт) | 320 Н⋅м (236 фунт⋅фут) | 7-ступінчаста DSG |
| 2.0 '380 TSI'     | 1 984 см3 (121,1 дюйм3) І4  | EA888 (DKX)       | 220 PS (217 к. с.; 162 кВт) | 350 Н⋅м (258 фунт⋅фут) | 7-ступінчаста DSG |
| 2.5 '530 V6'      | 2 492 см3 (152,1 дюйм3) VR6 | EA390 (DPK/DDK)   | 299 PS (295 к. с.; 220 кВт) | 500 Н⋅м (369 фунт⋅фут) | 7-ступінчаста DSG |